# Monnier Spéciale
Der Monnier Spéciale war ein Formel-2-Rennwagen, der 1947 als Einzelstück entstand und nacheinander mit unterschiedlichen Motoren ausgerüstet war. Sein Konstrukteur Maurice Monnier und einige andere Fahrer bestritten von 1950 bis 1954 mit ihm einige Formel-2-Rennen, erreichten aber keine Erfolge.

## Hintergrund
Konstrukteur des Autos war der Hobbyrennfahrer Maurice Monnier. Einige Quellen bezeichnen ihn als Belgier, andere als Franzosen. Einer Internetquelle zufolge war Monnier Inhaber einer Reparaturwerkstatt für Automobile. In Datenbanken erscheint Monnier ausschließlich im Zusammenhang mit dem Spéciale; Hinweise darauf, dass er auch mit anderen Autos Rennen bestritten hätte, gibt es nicht.

## Konstruktion
Über die Konstruktionsdetails des Monnier Spéciale ist wenig bekannt. Einer Quelle zufolge verwendete Monnier Aufhängungsteile des BMW 328. Der Motor war hinter der Vorderachse positioniert, das Heck war sehr kurz. Im Laufe der Jahre wurden unterschiedliche Motoren verwendet. Bei seinem Debüt hatte der Monnier Spéciale einen 1,5 Liter großen Vierzylindermotor von Fiat, 1950 wurde er auf einen Sechszylindermotor von BMW umgerüstet, und 1954 erschien er ein- oder zweimal mit einem 2,0 Liter großen Motor von Bristol, der freilich auf einer BMW-Konstruktion beruhte. im Bereich des Vorderwagens gab es jeweils einige Anpassungen an die veränderte Antriebseinheit. Ein auffälliges, in diversen Veröffentlichungen erwähntes Gestaltungsmerkmal waren Drahtspeichenräder.

## Renneinsätze

### 1947
Der Monnier Spéciale debütierte am 1. Juni 1947 beim Robert Benoist Cup, einem Formula-Libre-Rennen im südfranzösischen Nîmes. Zu dieser Zeit hatte das Auto einen Fiat-Motor. Als Fahrer war Maurice Monnier gemeldet. Die Ergebnislisten des Rennens verzeichnen keine Zielankunft Monniers; er komplettierte keine Runde. Ob Monnier in der ersten Runde ausfiel oder ob er gar nicht erst beim Rennen antrat, ist nicht geklärt. In den folgenden zwei Jahren sind keine Rennteilnahmen des Monnier Spéciale verzeichnet.

### 1950
Fast drei Jahre später erschien der Wagen erneut, der nunmehr mit einem BMW-Motor ausgestattet war und als Spéciale 2 bezeichnet wurde. Maurice Monnier meldete ihn 1950 zu vier Formel-2-Rennen. Die erste Meldung erfolgte im Mai 1950 für den Grand Prix de Cinquantenaire im nordfranzösischen Roubaix. Monnier trat hier mit seinem Eigenbau in einem Feld von 15 Teilnehmern gegen Konstruktionen von Ferrari, Gordini und Maserati an. Als einziger Wettbewerber verpasste er die Qualifikation. Zwei Wochen später meldete Monnier den Spéciale 2 zum 20. Grand Prix des Frontières im belgischen Chimay; die Meldung erfolgte erstmals unter dem Namen Écurie Flandres (deutsch etwa: Team Flandern). Monnier nahm am Rennen teil, war aber nicht klassiert, weil er bei Rennende einen Rückstand von mehr als 10 Runden auf den Sieger Johnny Claes hatte. Auch beim dritten Einsatz des Wagens in diesem Jahr, bei der Grande Trophée Entre Sambre et Meuse im belgischen Mettet kam Monnier mit seinem Auto nicht in die Wertung. Einen Monat später meldete Monnier das Auto – diesmal wieder unter eigenem Namen – erstmals zu einem Rennen außerhalb des französischen Sprachraums. Er erschien bei der Gardasee-Rundfahrt im italienischen Salò. Monnier beendete das Rennen, das über 18 Runden zu je 16,3 km ging, als Letzter. Sein Rückstand auf den Sieger Alberto Ascari, der einen Werks-Ferrari einsetzte, betrug drei Runden.
In den Jahren 1951 und 1952 ist wiederum keine Rennteilnahme belegt.

### 1953
1953 überließ Monnier den Spéciale überwiegend anderen Rennfahrern. Zum 23. Grand Prix des Frontières in Chimay trat der Franzose Georges Mulnard in dem gegenüber 1950 unveränderten Auto an. Moulnard fiel bereits vor Beendigung der ersten Runde aufgrund eines Getriebedefekts aus. Eine Woche später erschien der Wagen beim Coupe de Printemps auf dem Autodrome de Linas-Montlhéry für einen Rennfahrer namens Noreille. Überwiegend geht die Literatur davon aus, dass der Wagen bei diesem Rennen mit einem Sechszylindermotor von Bristol ausgestattet war, während andere auch hier von der Verwendung eines herkömmlichen BMW-Motors ausgehen. An diesem Rennen nahmen nur sechs Amateurfahrer teil. Noreille kam als Fünfter und Vorletzter mit einer Runde Rückstand ins Ziel. Im Juli 1953 trat Maurice Monnier noch einmal selbst mit seinem Spéciale bei einem Rennen an. Das Auto erschien mit einem Bristol-Motor auf der Berliner Avus, wo es mit älteren Ferrari- und Maseratimodellen sowie einer Reihe deutscher Eigenbauten konkurrierte. Monnier kam hier mit vier Runden Rückstand auf den Sieger Jacques Swaters als Neunter und Letzter ins Ziel.

### 1954
Weil die Automobilweltmeisterschaft ab 1954 wieder für die Formel 1 ausgeschrieben wurde, verlor die Formel 2 an Attraktivität. Die Zahl der Formel-2-Rennen reduzierte sich erheblich; im gesamten Jahr fanden europaweit lediglich sieben Rennen statt. Maurice Monnier verkaufte zum Jahresbeginn seinen inzwischen sieben Jahre alten Spéciale an Pierre Bastien, der den Wagen mit BMW-Motor im Juni zum 24. Grand Prix des Frontières für die Écurie Flandres meldete. Bastien begann das Rennen, fiel aber zur Halbzeit infolge einer gebrochenen Ölleitung aus.
Danach erschien der Spéciale nicht mehr bei einem Rennen.

## Verbleib
Der Monnier Spéciale existiert noch. Er wird gelegentlich bei einer Veranstaltung des historischen Motorsports öffentlich gezeigt.